# Enis Destan
Enis Destan (Konak, 15 giugno 2002) è un calciatore turco, attaccante dell'Hull City.

## Caratteristiche tecniche
Di ruolo centravanti, nelle giovanili dell'Altınordu ha saltuariamente giocato come difensore centrale o mediano.

## Carriera

### Club
Enis Destan è cresciuto nelle giovanili dell'Altınordu dove ha debuttato il 17 luglio 2020 negli ultimi minuti dell'incontro di TFF 1. Lig pareggiato 1-1 contro il Menemen Belediyespor. Promosso definitivamente in prima squadra al termine della stagione, il 17 ottobre 2021 ha segnato il suo primo gol in carriera nella trasferta persa 5-2 contro l'Adanaspor. Con il club rossoblu ha contribuito con 13 reti al raggiungimento della finale play-off successivamente persa contro l'Altay.
Il 24 gennaio 2022 è stato acquistato dal Trabzonspor, con cui al termine della stagione ha vinto il campionato turco. Il 5 agosto seguente è stato ceduto in prestito al Warta Poznań in Polonia.
Rientrato in Turchia, è stato confermato nella rosa della prima squadra ed il 26 agosto 2023 ha segnato il suo primo gol in Süper Lig contro il Çaykur Rizespor.
Il 1° agosto 2025 si trasferisce all'Hull City, firmando un contratto valido fino al 2028 con un'opzione per un ulteriore anno.

### Nazionale
Ha giocato con la Turchia Under-21. Il 29 marzo 2021 ha ricevuto la prima chiamata in nazionale maggiore in vista degli incontri di qualificazione per i Mondiali del 2022 contro la Lettonia, senza però essere schierato.

## Statistiche

### Presenze e reti nei club
Statistiche aggiornate al 12 aprile 2024.
| Stagione        | Squadra         | Campionato      | Campionato | Campionato | Coppe nazionali | Coppe nazionali | Coppe nazionali | Coppe continentali | Coppe continentali | Coppe continentali | Altre coppe | Altre coppe | Altre coppe | Totale | Totale | Totale |
| Stagione        | Squadra         | Comp            | Pres       | Reti       | Comp            | Pres            | Reti            | Comp               | Pres               | Reti               | Comp        | Pres        | Reti        | Pres   | Reti   |        |
| --------------- | --------------- | --------------- | ---------- | ---------- | --------------- | --------------- | --------------- | ------------------ | ------------------ | ------------------ | ----------- | ----------- | ----------- | ------ | ------ | ------ |
| 2019-2020       | Altınordu       | 1L              | 1          | 0          | CT              | 0               | 0               |                    | -                  | -                  |             | -           | -           | 1      | 0      |        |
| 2020-2021       | Altınordu       | 1L              | 29         | 13         | CT              | 1               | 1               |                    | -                  | -                  |             | -           | -           | 30     | 14     |        |
| 2021-gen. 2022  | Altınordu       | 1L              | 14         | 1          | CT              | 2               | 1               |                    | -                  | -                  |             | -           | -           | 16     | 2      |        |
| gen.-giu. 2022  | Trabzonspor     | SL              | 0          | 0          | CT              | 0               | 0               |                    | -                  | -                  |             | -           | -           | 0      | 0      |        |
| 2022-2023       | Warta Poznań    | EK              | 21         | 1          | CP              | 2               | 1               |                    | -                  | -                  |             | -           | -           | 23     | 2      |        |
| 2023-2024       | Trabzonspor     | SL              | 27         | 5          | CT              | 4               | 3               |                    | -                  | -                  |             | -           | -           | 31     | 8      |        |
| Totale carriera | Totale carriera | Totale carriera | 92         | 20         |                 | 10              | 6               |                    | -                  | -                  |             | -           | -           | 102    | 26     |        |

## Palmarès

### Club

#### Competizioni nazionali
- Campionato turco: 1

Trabzonspor: 2021-2022